# Sagittarius A*

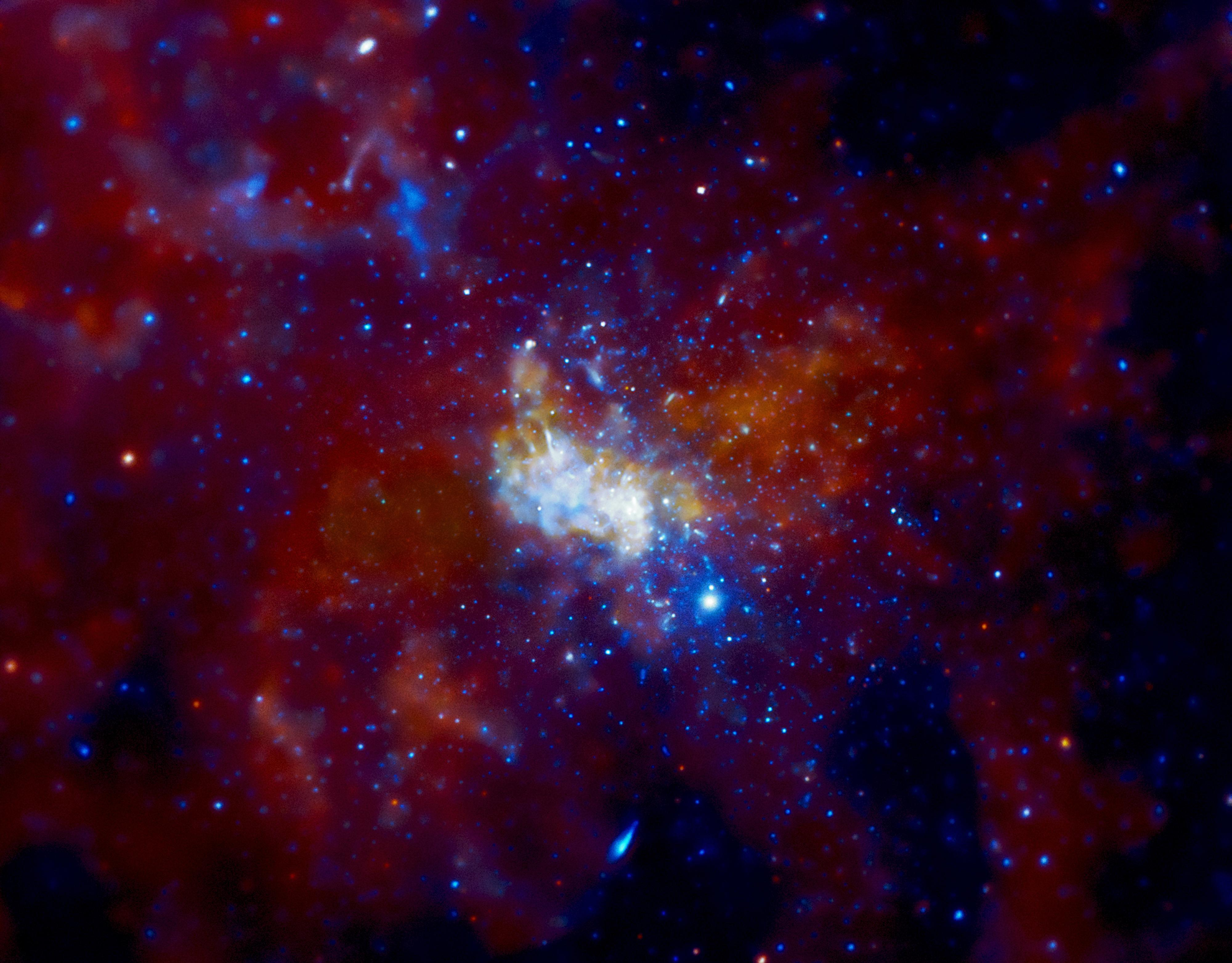
A Chandra röntgenteleszkóp képe az Sgr A^{*}-ról

Sagittarius A* (ejtsd: „A” csillag, rövidítve Sgr A*) egy nagyon fényes és kompakt rádióforrás a Tejútrendszer magjában, közel a Nyilas és a Skorpió csillagkép határához. Egy nóva maradványban helyezkedik el, a Sagittarius A-ban. Az Sgr A* közelében valószínűleg egy nagyon nagy tömegű fekete lyuk található. Általánosan elfogadott nézet, hogy ilyen fekete lyukak találhatók sok – ha nem minden – spirál- és elliptikus galaxis magjában. Régóta feltételezték a csillagászok, hogy a Tejútrendszer magjában is léteznie kell egy nagy tömegű fekete lyuknak. Az Sgr A* körül keringő S2 nevű csillag mozgásának megfigyeléséből származó adatok alapján feltételezhető volt, hogy az Sgr A* ennek a fekete lyuknak a helye.

## Megfigyelés és leírás
A csillagászok nem tudták az Sgr A*-t az optikai tartományban megfigyelni a 25 magnitúdós extinkció miatt. Kutatók alkotta csoportok felvételeket készítettek az Sgr A*-ról VLBI-t használva. A jelenlegi, 1,3 mm-es hullámhosszon végzett, legnagyobb felbontású mérés alapján a rádióforrás látszólagos átmérője 37 μas-ra (mikroszögmásodpercre) tehető. A látszólagos átmérő alapján a valós átmérő 26 000 fényév távolsággal számolva 44 millió kilométerre adódik. Összehasonlításképpen, a Föld 150 millió kilométerre van a Naptól, a Merkúr perihéliumpontja pedig 46 millió kilométerre. Az Sgr A* sajátmozgása körülbelül -2,70 mas rektaszcenzió és -5,6 mas deklináció évente.

## Története
Az Sgr A*-t 1974. február 13-15 között fedezte fel Bruce Balick és Robert Brown, a Green Bank Telescope (Amerikai Egyesült Államok, Nyugat-Virginia), 35 km-es rádió-interferométere segítségével.
2002. október 16-án a Max Planck Institute for Extraterrestrial Physics nemzetközi csapata, élén Rainer Schödellel, közzétette az S2 jelű csillag tíz éven át tartó megfigyelésének eredményeit. A csapat elemzése szerint nincs esély arra, hogy az Sgr A* helyén neutroncsillag vagy egy csoport nagyon halvány objektum legyen, ami tovább erősítette a feltételezést, hogy Sgr A* közelében egy nagyon nagy tömegű fekete lyuknak kell lennie. Az S2-es csillagot NIR (Near Infra Red / közeli infravörös) interferometriával vizsgálták a K-sávban a mérsékelt csillagközi extinkció miatt. S2 és a környező csillagok gyors mozgása könnyen megkülönböztethető volt az ugyanabban az irányban levő, de az Sgr A*-tól távolabb eső csillagok lomhább mozgásától, így ezeket a csillagokat kihagyhatták a megfigyelésekből.
Az Sgr A* VLBI megfigyeléseiből és az S2 csillag képeiből látható volt az S2 mozgása a galaktikus középpont körül. Az adatokat felhasználva, a Kepler-törvények segítségével meghatározták a Sagittarius A* tömegét, ami 2,6 ± 0,2 millió naptömegre adódott, amely egy 17 fényóra átmérőjű térrészben helyezkedik el. Későbbi megfigyelések a tömegét 4,1 millió naptömegre tették, ami nem több mint 6,25 fényórás térrészben foglal helyet.
2004 novemberében egy csillagászokból álló csapat bejelentette, hogy felfedeztek egy közepesen nagy tömegű fekete lyuk-jelöltet, aminek becsült tömege 1300 naptömeg. A GCIRS 13E elnevezéssel illetett objektum három fényévre kering az Sgr A* körül. Ez bizonyíték lehet arra a hipotézisre, miszerint a nagyon nagy tömegű fekete lyukak úgy alakulnak ki, hogy a környező fekete lyukakat és csillagokat elnyelik.
Az Sgr A* körül keringő csillagok mozgásának 16 éven át tartó tanulmányozása után Gillessen és munkatársai a nagyon nagy tömegű fekete lyuk tömegét 4,31 ± 0,38 millió naptömegre teszik. Ezt az eredményt 2008-ban jelentették be, és 2009-ben publikálták a The Astrophysical Journal tudományos folyóiratban. Reinhard Genzel, a kutatást végző csapat vezetője azt állítja, „ez a legjobb empirikus bizonyíték arra, hogy léteznek nagyon nagy tömegű fekete lyukak. A csillagok pályái egyértelműen arra engednek következtetni, hogy az Sgr A*-nál koncentrálódó négymillió naptömeg minden kétséget kizáróan egy fekete lyuk”.
Az Eseményhorizont Távcsőrendszer segítségével és öt éves munkával 2022-ben először sikerült egy fényképet előállítani a Sgr A* közepén található fekete lyukról. Az Európai Déli Obszervatórium a felvételt 2022. május 12-én tette közzé.

## Központi fekete lyuk
A megfigyelések alapján a szakemberek ténynek tekintik, hogy a Sagittarius A* csillaghoz nagyon közel egy fekete lyuk van, amely gigantikus tömegével és tömegvonzásával a többi csillagot egy körülötte való keringésre kényszeríti. A fekete lyuk létezését a szomszéd csillagok sajátmozgásának éveken át tartó megfigyeléséből a Kepler-törvények alapján vezették le. Ha a Sagittarius A* pontosan a fekete lyuk közepén helyezkedne el, akkor sokszorosára nagyítva kellene látnunk a gravitációs lencsehatás miatt. Az általános relativitáselmélet szerint minimum 5,2-szer nagyobbnak kellene látnunk, mint a fekete lyuk Schwarzschild-sugara, ezért egy négymillió naptömegű fekete lyuk esetében a minimális megfigyelt sugár nem kisebb, mint 52 μas. Ez sokkal nagyobb, mint a megfigyelt 32 μas, ami arra enged következtetni, hogy a rádióforrás helyzete nem pontosan a fekete lyuk közepén található, hanem közel az eseményhorizonthoz, valószínűleg az akkréciós korongban, vagy az abból távozó relativisztikus anyagsugárban.
A Sagittarius A* tömegét két módszerrel becsülték meg:
- Két csoport, egy Németországban és egy az USA-ban Kepler törvényeit használva a körülötte keringő csillagok pályájából kiszámította az Sgr A* tömegét. A német csapat 4,31 ± 0,38 millió naptömeget kapott eredményül, míg az amerikaiak becslése 4,1 ± 0,6 millió naptömeget jósolt. Mivel ez a tömeg 44 millió kilométer átmérőjű gömb belsejében koncentrálódik, a sűrűség tízszer nagyobbra adódott, mint amire a korábbi becslések számítottak.
- Több ezer csillag sajátmozgásának megmérésének eredményeit – amelyek hozzávetőleg egy parsec távolságon belül keringenek az Sgr A*-tól – egy statisztikai módszerrel, valamint a Kepler-féle törvényekre alapozott becslés eredményeivel kombinálva, meghatározható a kérdéses térrészre jellemző tömegeloszlás, valamint a fekete lyuk tömege is. A fekete lyuk tömege összhangban volt a Kepler-féle számításokon alapulóéval, míg a tömegeloszlás 1,0 ± 0,5 millió naptömegre adódott, amit csillagok és csillagmaradványok tesznek ki.

A csillagászok biztosak abban, hogy az Sgr A* a legjobb eddigi bizonyíték arra, hogy a saját galaxisunk is tartalmaz egy nagyon nagy tömegű fekete lyukat, mert:
Relatíve kis tömege miatt, valamint a rádió- és infravörös emissziós vonalak alacsony luminozitásából az következik, hogy a Tejút nem Seyfert-galaxis. Az, amit megfigyelnek, nem a fekete lyuk maga, de az észlelések csak akkor konzisztensek, ha feltételezzük, hogy a közelben egy fekete lyuk található. Egy ilyen fekete lyuk esetén a megfigyelt rádió- és infravörös sugárzás a fekete lyukba zuhanó anyag több millió fokra való felhevüléséből származik. Létezik más magyarázat is arra, hogy ezek a gázok miért emittálnak energiát, mint például sugárnyomás vagy más gázsugarakkal való kölcsönhatás következtében, de a legegyszerűbb magyarázat a gravitációs térrel való kölcsönhatás. A fekete lyuk Hawking-sugárzást bocsát ki  magából, de ennek hőmérséklete elhanyagolható, mindössze 10−14 kelvin.
| Csillag | Név   | a (″)           | a (CsE)    | e               | P (év)       | T0 (dátum)       |
| ------- | ----- | --------------- | ---------- | --------------- | ------------ | ---------------- |
| S1      | S0-1  | 0,412 ± 0,024   | 3300 ± 190 | 0,358 ± 0,036   | 94,1 ± 9,0   | 2002,6 ± 0,6     |
| S2      | S0-2  | 0,1226 ± 0,0025 | 980 ± 20   | 0,8760 ± 0,0072 | 15,24 ± 0,36 | 2002,315 ± 0,012 |
|         |       |                 | 919 ± 23   | 0,8670 ± 0,0046 | 14,53 ± 0,65 | 2002,308 ± 0,013 |
| S8      | S0-4  | 0,329 ± 0,018   | 2630 ± 140 | 0,927 ± 0,019   | 67,2 ± 5,5   | 1987,71 ± 0,81   |
| S12     | S0-19 | 0,286 ± 0,012   | 2290 ± 100 | 0,9020 ± 0,0047 | 54,4 ± 3,5   | 1995,628 ± 0,016 |
|         |       |                 | 1720 ± 110 | 0,833 ± 0,018   | 37,3 ± 3,8   | 1995,758 ± 0,050 |
| S13     | S0-20 | 0,219 ± 0,058   | 1750 ± 460 | 0,395 ± 0,032   | 36 ± 15      | 2006,1 ± 1,4     |
| S14     | S0-16 | 0,225 ± 0,022   | 1800 ± 180 | 0,9389 ± 0,0078 | 38 ± 5,7     | 2000,156 ± 0,052 |
|         |       |                 | 1680 ± 510 | 0,974 ± 0,016   | 36 ± 17      | 2000,201 ± 0,025 |

## Fordítás
Ez a szócikk részben vagy egészben  a   Sagittarius A* című angol Wikipédia-szócikk fordításán alapul.  Az eredeti cikk szerkesztőit annak laptörténete sorolja fel. Ez a jelzés csupán a megfogalmazás eredetét és a szerzői jogokat jelzi, nem szolgál a cikkben szereplő információk forrásmegjelöléseként.
1. ↑  Kép készült a galaxisunk fekete lyukáról. telex.hu, 2022. május 12.
2. ↑  Astronomers reveal first image of the black hole at the heart of our galaxy. www.eso.org, 2022. május 12.
3. ↑  See stars orbit Milky Way's black hole Sagittarius A* in this zoom in (youtube.com)